# Claude Morin
Pour les articles homonymes, voir Claude Morin (homonymie) et Morin.
Claude Morin, né le 16 mai 1929 à Montmorency (Québec), est un professeur, essayiste et homme politique canadien.

## Biographie

### Jeunesse et études
Claude Morin naît à Montmorency, où son père était médecin. Il est l’aîné d’une fratrie de sept enfants. Après son cours primaire à Montmorency et son cours classique au Séminaire de Québec, Claude Morin obtient un baccalauréat en sciences sociales et, en 1954, une maîtrise en économie à la faculté des sciences sociales de l'Université Laval. Intéressé aux questions internationales, il envisage un moment d'y faire carrière. Pour s'y préparer, il lit sur le sujet, suit des cours d’espagnol et de russe à  l'Université Laval, et améliore sa connaissance de l’anglais par un séjour de quatre mois, à l'été 1951, à Kingston (Ontario), comme ouvrier à l’usine locale de l'Alcan. Mais un de ses professeurs, Maurice Lamontagne, près du gouvernement fédéral de l'époque, lui apprend que ses chances sont minces d'accéder à un poste dans la diplomatie canadienne au terme de ses études. Georges-Henri Lévesque, doyen de sa faculté, l'a cependant remarqué : il lui propose un poste de professeur, carrière qui correspond encore mieux à ses aspirations. De 1954 à 1956, Morin étudie à l'Université Columbia de New York où il obtient une maîtrise en bien-être social (Master of Social Welfare).

### Professeur et chercheur (1956-1963)
Devenu professeur à la faculté des sciences sociales de Laval en septembre 1956, il enseigne l’économie et l’organisation communautaire à l’école de service social de cette faculté et, à compter de 1958, la politique économique au département de science politique. Il participe à divers projets de recherches (conditions d’habitation dans la ville de Québec, situation socio-économique du comté de Portneuf, organisation régionale des services sociaux), publie des articles dans des revues spécialisées et, de 1958 à 1961, est commentateur à l'émission « La vie économique » de Radio-Canada. En 1961, il est nommé par le gouvernement Lesage membre du Comité d’étude sur l’assistance publique dont le rapport (rapport Boucher), déposé au début de 1963, guidera la réorganisation des politiques sociales du Québec dans les années subséquentes.

### Sous-ministre et conseiller (1963-1971)
En 1959, à l’invitation de Maurice Sauvé, Morin avait fait partie d’un groupe chargé d’actualiser le programme social du Parti libéral du Québec. Peu après l’élection du parti en juin 1960, il devient le principal rédacteur des discours du premier ministre Jean Lesage  et le restera jusqu’à la victoire de l'Union nationale en 1966. En 1961, tout en demeurant professeur, il est nommé conseiller économique au Conseil exécutif.
Le 31 mai 1963, il est nommé sous-ministre des Affaires fédérales-provinciales.
En juin 1963, les circonstances font que Morin s'engage davantage. À la demande insistante de Lesage, il quitte l’université pour mettre sur pied le nouveau ministère des Affaires fédérales-provinciales, chargé des relations du Québec avec le gouvernement fédéral et les autres provinces.
En avril 1964, Lesage, après un entretien téléphonique avec le premier ministre du Canada, Lester B. Pearson, demande à Morin de négocier discrètement, avec des hauts fonctionnaires fédéraux, la solution de plusieurs litiges Québec-Ottawa : partage fiscal, retraits des programmes conjoints, aide aux municipalités, allocations familiales et, en particulier, régime de rentes autonome pour le Québec. Pour ce dernier dossier, Morin est accompagné de l’actuaire Claude Castonguay. Les rencontres sont si fructueuses que certains en interprètent le résultat comme un « déblocage » fédéral-provincial historique.
Avec Jacques Parizeau, qui, comme conseiller du gouvernement, y représente le Québec, il suit de près les travaux du Comité fédéral-provincial du régime fiscal, créé en 1964 dans la foulée de ces négociations.
En 1964 toujours, Morin est nommé secrétaire du Comité parlementaire de la Constitution, créé par l’Assemblée nationale pour se pencher sur la réforme du fédéralisme canadien. En juillet 1965, il devient aussi président de la commission interministérielle des relations extérieures, instituée en août 1965 par décret gouvernemental et dont la fonction est de susciter et de coordonner les initiatives internationales du Québec. C’est à partir de la réflexion de ce Comité et à la suite d’une décision du premier ministre Daniel Johnson, père, que ce domaine d’action s’ajoutera, en 1967, à la mission initiale du ministère, qui sera désormais connu sous le nom de ministère des Affaires intergouvernementales. Sauf pour quelques périodes, ce ministère relèvera du premier ministre lui-même.
Sous Daniel Johnson, père, Jean-Jacques Bertrand et Robert Bourassa jusqu’à octobre 1971, Morin conserve son poste de sous-ministre. Pendant cette période, il élabore et rédige avec ses adjoints, dont Louis Bernard, les positions défendues par le Québec aux conférences constitutionnelles ou autres. 
Comme conseiller, et en raison de sa présence quotidienne auprès de quatre premiers ministres successifs, Morin a contribué par ses analyses et ses interventions à la plupart des grandes initiatives de la Révolution tranquille : nationalisation de l'électricité, Société générale de financement, Régime de rentes du Québec, Caisse de dépôt et placement, relations internationales du Québec, etc.
En partie responsable, d’un gouvernement à l’autre, de la continuité dans les réclamations politiques du Québec, Morin en vint à exaspérer les autorités fédérales.

### Enseignement et engagement (1971-1976)
Par choix personnel il revient en octobre 1971 à l’enseignement universitaire à l'École nationale d'administration publique (ÉNAP). Réfléchissant sur son expérience, il opte pour la souveraineté du Québec (il adhèrera au Parti québécois en mai 1973). Dans Le Pouvoir québécois, publié en 1972, il explique les principaux dossiers dont il a eu à s’occuper, et dans Le Combat québécois (1973) il tire des leçons pour l’avenir. En 1972, il est élu membre du conseil exécutif du Parti québécois et, en octobre 1973, il est candidat défait de ce parti dans la circonscription de Louis-Hébert.
Lors du congrès du Parti québécois de novembre 1974, il joue un rôle déterminant dans le changement de stratégie de cette formation qui adopte l'idée d'accéder à la souveraineté par référendum, et non à la suite d'une simple victoire électorale. Pour convaincre les militants, Morin utilise trois principaux arguments. Nul ne connaissant encore l'aptitude du Parti québécois à gouverner, les citoyens, avant d'opter pour la souveraineté, préféreraient voir comment ce parti s'acquitte de ses responsabilités. Avec un appui populaire mesurable, les autres pays seraient plus enclins à reconnaître la souveraineté du Québec. Et, si un vote de l'Assemblée nationale, à la majorité des députés, suffisait pour faire la souveraineté, le vote d'un gouvernement subséquent, pourrait en toute logique la défaire. Qualifié plus tard d'étapisme par les médias, ce changement au programme du parti est adopté par les deux-tiers du congrès. Il contribua à la victoire du Parti québécois en novembre 1976.

### Homme politique (1976-1982)
Élu en 1976 dans Louis-Hébert, où il affrontait Jean Marchand du Parti libéral, il devient ministre des Affaires intergouvernementales dans le cabinet de René Lévesque et, à ce titre, responsable du dossier constitutionnel, ainsi que des dossiers concernant les rapports du Québec avec les autres gouvernements, tant au Canada qu’à l’étranger. Lévesque le nomme aussi membre du comité ministériel des priorités.
Il met d’abord l’accent sur la nécessité d’expliquer aux autres gouvernements et pays les intentions et projets du gouvernement souverainiste, dont peu d’observateurs étrangers s’attendaient à la victoire électorale. C’est dans cette perspective que, dès décembre 1976 et dans les mois qui suivirent, Lévesque, Morin et leurs collègues reçoivent de très nombreux diplomates, journalistes et chercheurs provenant de divers pays.
Morin tient aussi à l’intensification des rapports France-Québec et à une meilleure information sur le Québec à l’intention des États-Unis. Il effectue des missions en France et au Royaume-Uni, et entreprend des tournées de conférences auprès de groupes américains influents. Celles-ci s’inscrivent dans le cadre d’un effort systématique d’information (Opération Amérique) à laquelle participent également le premier ministre Lévesque et d’autres ministres. Morin accroît la présence internationale du Québec en instituant de nouvelles délégations (Atlanta aux États-Unis, Caracas au Venezuela, Mexico) et en le représentant aux réunions de l’Agence de coopération culturelle et technique des pays francophones : à Abidjan (Côte d’Ivoire) en 1977, Lomé (Togo) en 1979 et Libreville (Gabon) en 1981, et à Paris ces mêmes années.
En vue du référendum sur l'avenir du Québec promis par le Parti québécois, il fait préparer, par des spécialistes, une série d’études sur des sujets comme la monnaie, les échanges commerciaux, le transfert des pouvoirs, les traités internationaux, etc. Ces études sont au fur et à mesure déposées à l’Assemblée nationale. Morin contribue aussi à la rédaction du Livre blanc sur la souveraineté-association (La nouvelle entente Québec-Canada) rendu public à la fin de 1979. De 1977 à 1980, il rencontre des auditoires canadiens-anglais d’autres provinces, mais aussi des associations francophones, dont celle de Winnipeg (Manitoba) à qui, en avril 1977, il réserve sa première conférence à l’extérieur du Québec.
Après la défaite référendaire de mai 1980, il s'implique dès le mois suivant dans les négociations constitutionnelles lancées par le gouvernement de Pierre Elliott Trudeau, désireux de profiter des circonstances pour changer rapidement la Constitution canadienne. Appuyé par René Lévesque, qui tient à respecter la décision des Québécois, Morin reçoit le mandat de défendre, d’une réunion à l’autre, les positions traditionnelles du Québec. Il apparaît cependant vite évident que les objectifs politiques fédéraux se situent dans une perspective qui oublie ou contredit le sens des promesses formulées à l'endroit des Québécois par les principaux porte-parole du camp du Non pendant la campagne référendaire. La divulgation aux délégations provinciales et aux médias d'un document secret exposant la stratégie fédérale, en septembre 1980, ainsi que la formation, suscitée et encouragée par le Québec, de fronts communs interprovinciaux sur divers points de l'ordre du jour, contrecarrent les plans des stratèges d'Ottawa. Au lieu de ne durer que quelques semaines, comme ils l'espéraient, les pourparlers constitutionnels s'échelonnent sur dix-huit mois, de juin 1980 à novembre 1981, ponctués par de nombreux recours aux tribunaux et par une activité intense du Québec en Grande-Bretagne, alors encore détentrice de la Constitution canadienne. Ils se terminent néanmoins au désavantage du Québec, qui se trouve finalement isolé par suite du ralliement des provinces anglophones aux objectifs fédéraux en novembre 1981.

### Retour à la vie universitaire (1982-1997)
En janvier 1982, Morin abandonne la politique active, comme ministre et député, et revient à l’ÉNAP. Il reste proche de René Lévesque et continue de militer en faveur de la souveraineté dans plusieurs de ses interventions publiques. En 1991, il présente un mémoire à la Commission sur l'avenir politique et constitutionnel du Québec (Bélanger-Campeau) et un autre à la Commission parlementaire sur les propositions constitutionnelles fédérales (après l'échec de l'Accord du Lac Meech).
Il enseigne à Québec, Montréal, Chicoutimi et Hull. Il est invité à parler du Québec par des universités et des centres de recherches au Canada (Toronto, Halifax, Winnipeg, Calgary), aux États-Unis (Boston, Los Angeles), en France (Paris) et en URSS (Moscou). Il publie livres et articles sur les premiers ministres dont il a été le conseiller, sur son expérience politique, sur l’orientation du Parti québécois et sur des dossiers dont il a eu la responsabilité : relations internationales du Québec, débats fédéraux-provinciaux, questions constitutionnelles. Ce travail de rédaction (livres et articles) s'est poursuivi après sa retraite de l'enseignement universitaire.

## Vie privée
Claude Morin a épousé Mary Bernadette Lynch à Philadelphie en 1955. La famille compte cinq enfants. Par sa sœur Gaétane, Morin était le beau-frère de Félix Leclerc.

## Controverses
La carrière politique de Morin a été marquée par des controverses d’importance variable.
1) L’étapisme.  Après la défaite du Oui en mai 1980, des militants plus radicaux ont remis en cause le mode d'accession à la souveraineté par voie référendaire. Invoquant les règles du parlementarisme britannique, ils souhaitaient que la souveraineté résulte, au besoin unilatéralement, d’un vote des députés, comme le prévoyait le programme péquiste d'avant 1974. Leur opposition se manifesta de nouveau à la suite de la seconde défaite du Oui, très serrée cette fois, lors du référendum de 1995. Elle s'accentua quand furent connues certaines manœuvres d'Ottawa qui, sans respecter la législation québécoise, avaient favorisé le camp fédéraliste. L'opposition à la démarche référendaire se manifesta de nouveau quand le gouvernement fédéral vota la Loi sur la clarté référendaire (Clarity Act) en 2000. D'autres approches ont été suggérées. Même si le débat interne reprend sporadiquement, le Parti québécois s'en est cependant toujours globalement tenu au mode d'accession à la souveraineté établi en 1974.
2) La question référendaire de 1980. Des militants, dont beaucoup provenant du Rassemblement pour l'indépendance nationale (RIN), ont attribué le résultat négatif du référendum de mai 1980 au fait que la question, présumément conçue par Morin, était molle, trop longue, obscure et qu’elle annonçait un second référendum, non prévu dans le programme du Parti québécois, qui porterait sur le résultat des négociations éventuelles avec le reste du Canada après une victoire du Oui. En réalité, c’est à la demande de Lévesque et à partir du concept de souveraineté-association qu’aidé de conseillers (Louis Bernard, Louise Beaudoin, sa directrice de cabinet, et Daniel Latouche, politologue) Morin prépara les premières ébauches de la question, mais Lévesque fut l’auteur de la version finale. La longueur de la question vient de ce que la loi stipulait qu’elle devait tenir en une seule phrase. Le second référendum était une idée de Morin, suggérée par divers sondages, à laquelle Lévesque se rallia immédiatement.
3) L’absence d’appuis extérieurs à la souveraineté. On a reproché à Morin de n’avoir pas su ou voulu obtenir de certains pays étrangers, potentiellement sympathiques, un engagement positif envers la souveraineté du Québec. Ces prises formelles de position (assimilables au « Vive le Québec libre » de De Gaulle) auraient pu, croit-on, changer le résultat du référendum de 1980. À quoi, dans ses écrits, Morin a répondu qu’il aurait été déplacé de demander à d’autres pays d'approuver une orientation politique sur laquelle les Québécois, premiers intéressés, ne s’étaient pas encore eux-mêmes prononcés. Et que si, d’aventure, l’accession éventuelle du Québec à la souveraineté était bien vue de tel ou tel pays, Ottawa pourrait en mobiliser bien davantage pour s’y opposer, en comptant notamment sur les pays multinationaux réticents à se commettre en faveur d’un Québec souverain, à cause, précisément, de leur propre situation interne.
4) La GRC. En 1992, l'ex-journaliste de Radio-Canada, Normand Lester, révèle que Morin a eu des rencontres avec des membres de la Gendarmerie royale du Canada (GRC) alors qu'il était ministre. L'initiative venait de la GRC dès le début des années 1950 puis avec Raymond Parent en 1966 et 1969. L. R. Parent est en 1970 supérieur hiérarchique de Gilles Brunet, agent officiant de fait pour le KGB, à la section C du service de renseignement et de sécurité de la GRC. Il y eut d'abord des rencontres exploratoires avec un agent des services de sécurité, deux à l'automne 1974 et deux entre janvier et avril 1975, suivies par d'autres, rémunérées celles-là, jusqu'en 1977. Le ministre de la Justice de l'époque, Marc-André Bédard, mis par Morin au courant du détail de la situation au début de 1977, lui demanda d’y mettre fin. L’affaire a fait beaucoup de bruit à l’époque et pendant les quelques années qui suivirent. En 1994, dans Les Choses comme elles étaient, son autobiographie politique, Morin précise avoir voulu protéger le Parti québécois contre d'éventuelles manœuvres de la part de la GRC elle-même et contre des tentatives d'infiltrations  étrangères dont il pourrait apprendre d'elle l'existence. Il tirait aussi, dit-il, plus d'informations de la GRC qu'elle n'en obtenait de lui, puisqu'il ne lui a jamais révélé quoi que ce soit de significatif. En 2006, dans L'Affaire Morin : légendes, sottises et calomnies, il utilise des documents inédits et s’appuie sur des faits jusque-là mal connus pour compléter son exposé du dossier, mettre les événements en perspective et corriger des impressions qu’il estime fausses à son endroit, en même temps que contredites par le sens de toute sa carrière.

## Publications
- 1972 : Le Pouvoir québécois
- 1973 : Le Combat québécois
- 1976 : Quebec Versus Ottawa, The Struggle for Self-Government 1960-72
- 1987 : L'Art de l'impossible: la diplomatie québécoise depuis 1960
- 1988 : Lendemains piégés: du référendum à la nuit des longs couteaux, Boréal.
- 1991 : Mes Premiers ministres
- 1994 : Les Choses comme elles étaient : autobiographie politique
- 1998 : La Dérive d'Ottawa : catalogue commenté des stratégies, tactiques et manœuvres fédérales
- 2001 : Les Prophètes désarmés ? Que faire si un référendum gagnant sur la souveraineté n'était pas possible ?
- 2006 : L'Affaire Morin: légendes, sottises et calomnies
- 2014 : Je le dis comme je le pense